# Língua teop
A língua teop é uma língua falada ao norte da ilha de Bougainville, em Papua-Nova Guiné, falada por 5 000 falantes. De acordo com Malcolm Ross, o teop pertence à família das línguas Nehan-Bougainville, parte do grupo Salomônico Noroeste das línguas oceânicas, que por sua vez são parte da grupo malaio-polinésio da família de línguas austronésia. Seu parente mais próximo é a língua saposa.
As construções sintáticas em teop foram exploradas em um problema da Olimpíada Internacional de Linguística, no ano de 2012.